# Pinnixa chaetopterana
Pinnixa chaetopterana är en kräftdjursart som beskrevs av William Stimpson 1860. Pinnixa chaetopterana ingår i släktet Pinnixa och familjen Pinnotheridae. Inga underarter finns listade i Catalogue of Life.